# Hiroki Kōsai
Hiroki Kōsai (jap. 香西 洋樹, Kōsai Hiroki; * 8. Februar 1933 in Kurashiki) ist ein japanischer Astronom.
Kōsai ist Mitentdecker von 93 Asteroiden zwischen 1976 und 1986, davon 92 mit Kiichirō Furukawa. Er ist aber auch Mitentdecker des Kometen D/1977 C1 (Skiff-Kosai).